# Sant'Eufemia della Fonte
Sant'Eufemia della Fonte è un quartiere della città di Brescia. È stato comune autonomo fino al 1928.

## Geografia fisica
Il quartiere si incunea nella piccola Val Carobbio che si trova ai piedi del Monte Maddalena e del rilievo del Mascheda. I suoi confini sono delimitati: a nord, dalle pendici del monte e dal quartiere di Caionvico; a est, dalla strada strada padana superiore e da via Serenissima; a sud, dalla ferrovia Milano-Venezia e a ovest dal quartiere di Porta Venezia con il quale condivide l'area residenziale di Borgo Wuhrer.
Il territorio è solcato dal Naviglio Grande Bresciano da cui si diramano la roggia Musia, il Naviglio Cerca, la seriola Colpana e il Vaso Piove. Il torrente della Val Carobbio è un corso d'acqua ad andamento intermittente in caso di precipitazioni.

## Origine del nome
Il toponimo deriva da Eufemia di Calcedonia a cui fu dedicato l'omonimo monastero che dal 2004 è sede del museo della Mille Miglia. La santa era una martire cristiana straziata dalle belve e per questo fu considerata protettrice contro gli attacchi degli animali come orsi e lupi che erano presenti all'epoca in zona. La denominazione della Fonte fu aggiunta al nome del comune nel 1862, in ossequio alla presenza di una risorgiva che aveva dato prestigio alla località e per distinguere il paese da altri omonimi.

## Storia
La posizione di Sant'Eufemia - alle pendici di un monte lungo la via romana Brescia-Verona e dotata di una fonte d'acqua di qualità - facilitarono gli insediamenti che portarono il paese a diventare un punto di riferimento sia per i traffici commerciali sia per quelli militari.
L'abitato si sviluppò attorno al Monastero di Sant'Eufemia della fonte, sorto nel 1008 per volontà della Diocesi di Brescia, in particolare del Vescovo Landolfo, di bonificare la zona.
La prima testimonianza del comune autonomo risale all'estimo visconteo del 1385 all'interno del quale è citato come appartenente alla quadra di Rezzato.
Durante l'assedio di Brescia da parte delle forze di Niccolò Piccinino, il monastero divenne base d'appoggio dell'esercito del condottiero perugino: i cenobiti decisero di trasferirsi in città e il paese si rese progressivamente più autonomo.
Stando al Catastico Bresciano del Da Lezze (1610) il comune era organizzato in vicinia la quale eleggeva due sindici, un massaro salariato ed un console. Nel Seicento il paese ospitò dei Lanzichenecchi che diffusero la peste.
Secondo l'Elenco dei comuni appartenenti al Territorio di Brescia del 1679, Sant'Eufemia è elencato tra i borghi e le chiusure di Brescia, mentre nel corso del XVIII secolo è attestata più volte la sua appartenenza alla quadra di Rezzato.
Con l'arrivo dei rivoluzionari e l'istituzione della Repubblica Bresciana, nel maggio 1797 il comune fu inserito nel Cantone del Garza orientale. Con la riorganizzazione del territorio bresciano dopo la confluenza dell'effimera repubblica in quella Cisalpina, nel maggio 1798, Sant'Eufemia fu inserita nel Distretto dei Marmi e, a settembre, nel Distretto del Garza orientale, entrambi appartenenti al Dipartimento del Mella. Nel 1801, con il ritorno dei francesi Sant'Eufemia fu assegnata al Distretto I di Brescia del Dipartimento del Mella.
Nel giugno 1805, si riorganizzò anche il napoleonico Regno d'Italia e Sant'Eufemia fu classificato come comune di terza classe del Cantone I di Brescia a sua volta appartenente al Distretto I di Brescia del Dipartimento del Mella. Cinque anni dopo, tuttavia, il comune fu soppresso e il suo territorio fu assegnato a Brescia.
Con la sconfitta di Napoleone e il Congresso di Vienna, i territori della Lombardia furono assegnati al Regno Lombardo-Veneto, controllato dall'Impero austriaco. Il 1º maggio 1816 Sant'Eufemia riottenne l'autonomia municipale e fu assegnata al Distretto I di Brescia della omonima provincia lombardo-veneta. Tale assetto si mantenne anche nelle successive riorganizzazioni territoriali operate dal governo asburgico nel 1844 e nel 1853.
Nel 1849, durante le Dieci giornate di Brescia, Sant'Eufemia divenne base delle forze del sacerdote Pietro Boifava. Il 28 marzo le strade del paese furono teatro di un conflitto fra l'esercito austriaco e i patrioti di Boifava e di Tito Speri. La notte del 14-15 giugno 1859 Giuseppe Garibaldi pernottò in paese prima di condurre i Cacciatori delle Alpi nella Battaglia di Treponti.
Al termine della seconda guerra d'indipendenza italiana e a seguito dell'assegnazione delle province lombarde al Regno di Sardegna (dal 1861, Regno d'Italia), Sant'Eufemia fu inserita nel Terzo mandamento di Brescia, appartenente al primo circondario di Brescia dell'omonima provincia.
Nel 1862, la denominazione del comune divenne Sant'Eufemia della Fonte allo scopo di distinguerla da altre località omonime.
Sotto il Regno d'Italia, il paese crebbe salendo da 1 800 abitanti nell'epoca asburgica a 2500. Furono attivati l'asilo dell'infanzia e le scuole professionali.
La tranvia a vapore Brescia-Salò-Gargnano arrivò in paese nel 1881 con una stazione, mentre in località Ponte sul Naviglio si trovò una seconda fermata. La frazione di San Polo fu invece fermata della tranvia Brescia-Mantova-Ostiglia, anch'essa a vapore, aperta l'anno seguente. Nel 1887 iniziò anche un servizio tranviario a cavalli fra il paese e Porta Venezia. Grazie alle nuove comunicazioni, in paese si sviluppò l'industria, a partire da quella della spolverina che si usava per brillare pentole e utensili. Aprirono anche il cotonificio Lualdi, quello della Schiannini e il setificio Pirovano.
A inizio Novecento, il paese fu raggiunto dalla rete elettrica della Società Elettrica Bresciana che nel 1907 acquistò le tranvie a vapore e le convertì progressivamente in trazione elettrica: già due anni dopo, la tranvia per Sant'Eufemia fu la prima a essere elettrificata.
Nel 1926, la riforma amministrativa fascista portò all'abolizione del consiglio comunale e il Sindaco fu sostituito dal Podestà. Nel 1928, il comune fu soppresso e aggregato a Brescia. L'unione con la città portò il gas, la sistemazione delle strade e l'arrivo del tram municipale.
Nel 1948, la tranvia comunale fu soppressa, sostituita dalla filovia proveniente da Ponte San Giacomo, e anche la tranvia extraurbana, limitata da anni a Salò, fu chiusa nel 1954. Due anni dopo anche la filovia su sostituita dall'autobus.
Nella seconda metà degli anni Sessanta, a Sant'Eufemia, come altre località periferiche della città, sorse un comitato di quartiere la cui caratteristica fu quella di essere eletto all'interno di una ristretta assemblea dei residenti a differenza di altre realtà che avevano scelto il suffragio universale. Il consiglio comunale cittadino, spinto dall'opinione pubblica a costituire degli organismi di autogoverno di prossimità, nel luglio 1972 votò a favore della costituzione di trenta consigli di quartiere, fra cui quello di Sant'Eufemia: le elezioni di questo consiglio si tennero il 21 ottobre 1973.
Nel 1977, la Giunta Trebeschi recepì la legge 278/1976 e istituì le nuove circoscrizioni. Il quartiere fu assegnato all'Ottava circoscrizione, assieme a Caionvico e a Porta Venezia.
Venti anni dopo, la giunta Corsini ridusse il numero delle circoscrizioni portandole da nove a cinque: Sant'Eufemia fu assegnata alla nuova Circoscrizione Est.
Nel 2014, a seguito dell'abolizione delle circoscrizioni per i nuovi limiti imposti dalla legge 191/2009, la Giunta Del Bono decise di ricostituire gli organi consultivi di rappresentanza dei quartieri. Le prime elezioni del consiglio di quartiere si tennero in tutta la città il 14 ottobre.

L'interno del Museo delle Mille Miglia

## Monumenti e luoghi di interesse
- Chiesa di Sant’Eufemia della Fonte
- Chiesa di San Giacinto
- Monastero di Sant’Eufemia, sede del Museo delle Mille Miglia

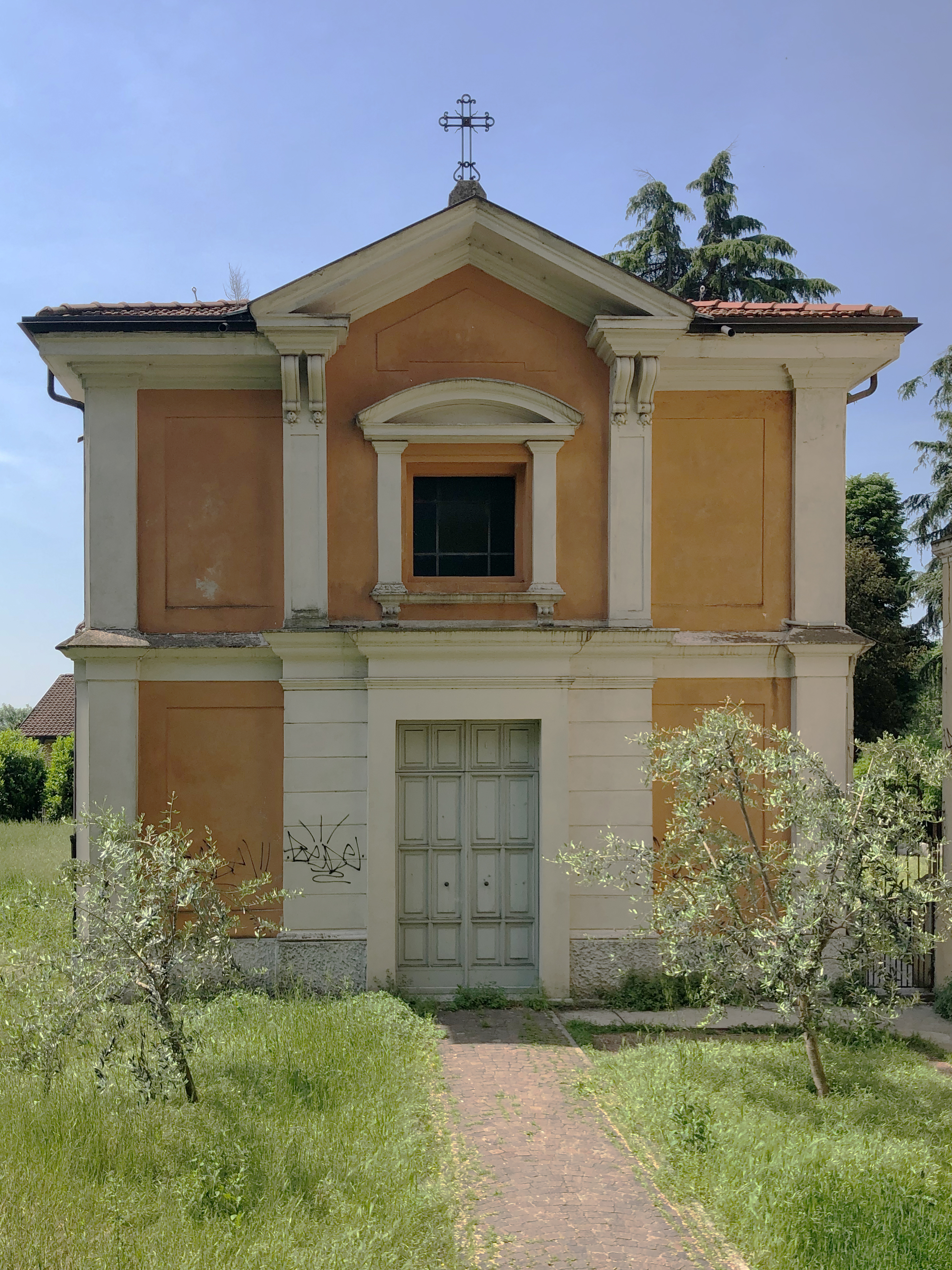
La cappella dell'Istituto Pastori

- parco delle colline
- parco Baden Powell[31]

## Società

### Religione
La chiesa parrocchiale di Sant'Eufemia appartiene alla Diocesi cattolica di Brescia.

## Cultura
- Istituto Tecnico Agrario Statale Pastori

## Infrastrutture e trasporti
Sant'Eufemia è servita dalle autolinee 3 (Mandolossa-Virle), 8 (Sanpolino-Serle) e 11 (Collebeato-Botticino) della rete dei trasporti urbani di Brescia e hinterland. Nella zona artigianale di Sant'Eufemia, in territorio del quartiere di Buffalora sorge la stazione di Sant'Eufemia-Buffalora della metropolitana di Brescia. In origine, il progetto della linea urbana prevedeva il proprio capolinea a Sant'Eufemia, nei pressi del Monastero.

### Storia locale
- Gianpiero Belotti, Mario Baldoli, Una corsa lunga cent'anni - Storia dei trasporti pubblici di Brescia dal tram a cavalli al progetto Metrobus, Brescia, Fondazione Civiltà Bresciana, 1999.
- Lisa Cesco, Diego Serino, 30 anni di partecipazione: l'esperienza delle circoscrizioni a Brescia. Circoscrizione Est, Brescia, Comune di Brescia, 2010.
- Maurilio Lovatti, Marco Fenaroli, Governare la città. Movimento dei quartieri e forze politiche a Brescia 1967-77, Brescia, Nuova ricerca editrice, 1978.
- Mauro Oliva, Tram extraurbani a Brescia. Dalla «Compagnie Générale» alla «Tranvie Elettriche Bresciane», Brescia, Trenidicarta.it, 2022.
- Le elezioni dei Consigli di Quartiere a Brescia nel 2014 (PDF), su comune.brescia.it. URL consultato il 27 dicembre 2023 (archiviato dall'url originale il 13 giugno 2022).

### Storia amministrativa
- Sant'Eufemia della Fonte, su LombardiaBeniCulturali, Regione Lombardia.
- Raccolta dei decreti del Governo provvisorio bresciano e di altre carte pubblicate a quell'epoca colle stampe. Volume secondo, Brescia, Tipografia dipartimentale del Mella, 1804.
- Raccolta delle leggi, proclami, ordini ed avvisi nell'anno VI Repubblicano. Tomo V, Milano, Luigi Velandini, 1798.
- Raccolta delle leggi, proclami, ordini ed avvisi nell'anno VII Repubblicano. Tomo VI, Milano, Luigi Velandini, 1798.
- Raccolta delle leggi, proclami, ordini ed avvisi. Pubblicati in Milano dal giorno 13 Pratile anno VIII, epoca del ritorno dell'Armata Francese in questa città. Tomo II.
- Bollettino delle leggi del Regno d'Italia. Parte Prima. Dal I gennaio al 30 giugno 1805, Milano, Stamperia Reale, 1805.
- Atti del Governo di Lombardia. Parte Prima. Dal 1° Gennajo al 30 Giugno 1816, Milano, Imperial Regia Stamperia, 1816.
- Collezione celerifera delle leggi, decreti, istruzioni e circolari pubblicate nell'anno 1859, Torino, Stamperia Reale, 1860.